# 御室安常
御室 安常（みむろ の やすつね）は、平安時代前期の貴族。姓は朝臣。官位は従五位上・大宰少弐。

## 経歴
大学大允を経て、貞観2年（860年）少外記、貞観6年（864年）大外記と、清和朝前半は外記を務める。この間の貞観3年（861年）東大寺大仏に対する供養が行われた際、治部卿・賀陽親王や中納言・伴善男らと共に東大寺に派遣され、供養の監修を行っている。貞観8年（866年）従五位下・大監物に叙任されて外記の官職を離れると、翌貞観9年（867年）和泉守として地方官に転じた。
陽成朝の元慶2年（878年）左京亮に任ぜられる。その後大宰少弐として再び地方官に遷り、光孝朝初頭の元慶8年（884年）従五位上に至る。仁和元年（885年）大宰府の年貢が鵜期と違っていた（4月以前に貢納すべきところ7月に遅延）ことを理由に少弐以下の官人が罰せられた際、同じく少弐の源精と共に杖90、贖銅9斤を科されている。

## 官歴
『日本三代実録』による。
- 時期不詳：大学大允[3]
- 貞観2年（860年） 11月27日：少外記[3]
- 貞観3年（861年） 3月14日：見正七位下
- 貞観6年（864年） 正月16日：大外記[3]
- 時期不詳：正六位上
- 貞観8年（866年） 正月7日：従五位下。正月13日：大監物
- 貞観9年（867年） 正月12日：和泉守
- 元慶2年（878年） 2月15日：左京亮
- 時期不詳：大宰少弐
- 元慶8年（884年） 11月25日：従五位上
- 仁和元年（885年） 10月19日：杖90、贖銅9斤